# جيمس لامبي
جيمس لامبي (بالإنجليزية: James Lambie)‏ هو لاعب اتحاد الرغبي نيوزلندي، ولد في 9 أبريل 1870 في كرايستشرش في نيوزيلندا، وتوفي في 15 أبريل 1905 في Manaia, Taranaki ‏ في نيوزيلندا.